# Sulci Gordii
I Sulci Gordii sono una struttura geologica della superficie di Marte.